# Лісоучасток Катангар
Лісоуча́сток Катанга́р (рос. Лесоучасток Катангар) — населений пункт без офіційного статусу у складі Петровськ-Забайкальського району Забайкальського краю, Росія. Входить до складу Катангарського сільського поселення.

## Населення
Населення — 256 осіб (2010; 341 у 2002).
Національний склад (станом на 2002 рік):
- росіяни — 97 %